# Енді Бітті
Енді Бітті (англ. Andy Beattie, нар. 11 серпня 1913, Кінтор — пом. 20 вересня 1983) — шотландський футболіст, що грав на позиції захисника. По завершенні ігрової кар'єри — футбольний тренер.
Усю ігрову кар'єру провів у англійському клубі «Престон Норт-Енд», а також національній збірній Шотландії. Як тренер працював з рядом англійських клубів, а також був історичним першим тренером збірної Шотландії.

## Клубна кар'єра
У дорослому футболі дебютував 1936 року виступами за команду клубу «Престон Норт-Енд», кольори якої і захищав протягом усієї своєї кар'єри гравця, що тривала дванадцять років. Грав в обороні, хоча мав досвід виступів і в нападі, і півзахисті. Разом з «Престоном» виступав на «Вемблі» в фіналі Кубка Англії 1937 і 1938 років, завоювавши трофей з другої спроби.

## Виступи за збірну
1937 року дебютував в офіційних матчах у складі національної збірної Шотландії. Протягом кар'єри у національній команді, яка тривала усього 3 роки, провів у формі головної команди країни 7 матчів.

## Кар'єра тренера
Завершивши ігрову кар'єру 1947 року, Бітті був прийнятий на посаду менеджера в «Барроу», а незабаром попрацював зі «Стокпорт Каунті».
Однак вершиною його успіхів як менеджера став «Гаддерсфілд Таун», де Енді працював з 1952 по 1956 рік. Одразу ж повернувши «тер'єрів» в перший дивізіон, Бітті зайняв з ними третє місце. На хвилі успіху він був запрошений готувати збірну Шотландії до дебюту на чемпіонаті світу 1954 року у Швейцарії. Бітті став першим менеджером в історії шотландської команди, хоча офіційно його посада називалася «відповідальний чиновник» (англ. official in charge). Однак довго пропрацювати в збірній Бітті не зміг. Перед чемпіонатом світу гравці «Рейнджерс» відбули зі своїм клубом в турне по Канаді, а в Швейцарію шотландці привезли 11 основних та всього двох запасних гравців. Бітті був настільки розлючений некомпетентністю та втручанням в кадрові питання чиновників Футбольної Асоціації, що вже після першого матчу, програного збірній Австрії 0:1, подав у відставку. Отримавши сім м'ячів від Уругваю, Шотландія безславно завершила турнір, а Бітті повернувся до роботи в «Гаддерсфілд Таун».
Однак результати «Гаддерсфілда» після першої хвилі успіхів стрімко погіршувалися, і сезон 1956/57 «тер'єри» знову почали в другому дивізіоні. Бітті і раніше хотів піти у відставку, а тепер, восени 1956 року, будучи під враженням від раптової кончини менеджера «Арсеналу» Тома Віттакера від серцевого нападу, пішов на відпочинок. Як свого наступника Бітті порекомендував наставника резервної команди Біла Шенклі.
Енді вирішив зовсім відійти від справ, придбав поштове відділення в Ноттінгемі, але 1958 року повернувся у великий футбол і очолив «Карлайл Юнайтед», а на початку 1959 року повернувся і в збірну Шотландії.
Влітку 1960 року Бітті очолив «Ноттінгем Форест». Шотландський фахівець розпочав роботу з семи поразок поспіль, але все ж команда зуміла поправити свої справи та завершити сезон 1960/61 на 14-му місці.
Сезон 1961/62 розпочався з чотирьох матчів без поразок. В рамках Кубка Ліги 11 вересня 1961 року на «Сіті Граунд» відбувся перший офіційний матч при штучному освітленні — «Ноттінгем» обіграв 4:1 «Джиллінгем», а через день у Валенсії пройшов дебют «лісників» в єврокубках у Кубку ярмарків. «Ноттінгем», як клуб з міста, який з 1541 року проводить одну з найдавніших та найважливіших в Англії ярмарків — Goose Fair, отримав запрошення від організаторів турніру. Проте затриматись у турнірі команда надовго не змогла, поступившись «кажанам», які в підсумку виграли турнір, 1:7 за сумою двох матчів. У чемпіонаті «Ноттінгем» фінішував на 19-му місці, і хоча в сезоні 1962/63 «Форест» піднявся в першу десятку, опинившись 9-му міісці, фани не відчували задоволення від роботи Енді Бітті. Вболівальники відкрито виступали проти «анти-футболу», і навіть впевнений фініш з шести матчів без поразок нічого не змінив. Влітку 1963 року Енді Бітті пішов у відставку.
В подальшому очолював «Плімут» та «Вулвергемптон Вондерерз», проте надовго в командах не затримувався.
Останнім місцем тренерської роботи був клуб «Ноттс Каунті», команду якого Енді Бітті недовго очолював 1967 року.
Помер 20 вересня 1983 року на 71-му році життя.

## Титули і досягнення
- Володар Кубка Англії (1):

«Престон Норт-Енд»: 1937-38